# Melanie Leupolz
Melanie Leupolz (Wangen im Allgäu, 1994. április 14. –) olimpiai- és Európa-bajnok német női válogatott labdarúgó.

## Pályafutása

### Klubcsapatokban
A 2019-20-as szezon befejeztével Londonba tette át székhelyét és a Chelsea-hez igazolt.

### A válogatottban
A német válogatottal részt vett a 2015-ös és a 2019-es világbajnokságon. Az olimpiai csapattal 2016-ban aranyérmet szerzett, valamint megnyerte az Európa-bajnoki címet a 2013-as Európa-bajnokságon.

## Sikerei

### Klubcsapatokban
Német bajnok (2):
- Bayern München (2): 2014–15, 2015–16

 Angol bajnok (1):
- Chelsea (1): 2020–21

 Angol szuperkupa (1):
- Chelsea (1): 2020

 Angol ligakupa-győztes (2):
- Chelsea (2): 2020, 2021

Bajnokok Ligája döntős (1)
- Chelsea (1): 2020–21

### A válogatottban
Németország
- Olimpiai aranyérmes (1): 2016
- Európa-bajnok (1): 2013
- U20-as világbajnoki ezüstérmes (1): 2012
- U17-es Európa-bajnoki bronzérmes (2): 2010, 2011
- Algarve-kupa győztes (1): 2014